# Stage
Stage är ett dubbelt livealbum med David Bowie inspelat vid konserterna i The Spectrum Arena, Philadelphia 28-29 april 1978 samt Civic Center, Providence i Rhode Island 5 maj 1978. Albumet gavs ut i England den 8 september 1978.

## Låtlista
Låtar där inget annat anges är skrivna av David Bowie.
1. "Hang on to Yourself" - 3:26
2. "Ziggy Stardust" - 3:32
3. "Five Years" - 3:58
4. "Soul Love" - 2:55
5. "Star" - 2:31
6. "Station to Station" - 8:55
7. "Fame" (David Bowie, Carlos Alomar, John Lennon) - 4:06
8. "TVC 15" - 4:37
9. "Warszawa" (David Bowie, Brian Eno) - 6:50
10. "Speed of Life" - 2:44
11. "Art Decade" - 3:10
12. "Sense of Doubt" - 3:13
13. "Breaking Glass" (David Bowie, Dennis Davis, George Murray) - 3:28
14. "Heroes" (David Bowie, Brian Eno) - 6:19
15. "What in the World" - 4:24
16. "Blackout" - 4:01
17. "Beauty and the Beast" - 5:08

## Singlar
Singlar som släpptes i samband med detta album:
- "Breaking Glass"

## Nyutgåvor
Stage har släppts i två nyutgåvor. Den första 1991 av Rykodisc (med ett bonusspår) och den andra 2005 av EMI. Den senare med en förändrad låtlista som mycket mer liknande de verkliga konserterna samt nedtoningar mellan låtarna var borttagna. EMI-utgåvan innehöll även två bonusspår.

### Bonusspår på nyutgåva från 1991
- "Alabama Song" (Bertolt Brecht, Kurt Weill) - 4.00

### Låtlista på nyutgåva från 2005
1. "Warszawa" (David Bowie, Brian Eno) - 6.50
2. ""Heroes"" (David Bowie, Brian Eno) - 6.19
3. "What in the World" - 4.24
4. "Be My Wife" (bonusspår) - 2.35
5. "Blackout" - 4.01
6. "Sense of Doubt" - 3.13
7. "Speed of Life" - 3.44
8. "Breaking Glass" (David Bowie, Dennis Davis, George Murray) - 3.28
9. "Beauty and the Beast" - 5.08
10. "Fame" (Carlos Alomar, David Bowie, John Lennon) - 4.06
11. "Five Years" - 3.58
12. "Soul Love" - 2.55
13. "Star" - 2.31
14. "Hang on to Yourself" - 3.26
15. "Ziggy Stardust" - 3.32
16. "Art Decade"  - 3.10
17. "Alabama Song" (Bertolt Brecht, Kurt Weill) - 4.00
18. "Station to Station" - 8.55
19. "Stay" (bonusspår) - 7.17
20. "TVC 15" - 4.37

## Medverkande
- David Bowie - Sång
- Adrian Belew - Gitarr, kör
- Carlos Alomar - Gitarr, kör
- Simon House - Violin
- Sean Mayes - Piano, kör
- Roger Powell - Keyboards, Synthesizer, kör
- George Murray - Bas, kör
- Dennis Davis - Trummor